# Missió Iwakura
La Missió Iwakura o Ambaixada Iwakura (岩仓使节団, Iwakura Shisetsudan) va ser una missió diplomàtica japonesa d'oligarques Meiji que va començar a 1871. Tot i que no va ser l'única "missió" d'aquest tipus, és la més coneguda i probablement la més important per a la modernització del Japó després d'un llarg període d'aïllament d'Occident. La missió va ser proposada per primera vegada per Guido Verbeck, un influent missioner i enginyer neerlandès.

## Composició

El cap de la missió, Iwakura Tomomi, apareix a la fotografia vestint una tradicional vestimenta japonesa.

La missió va ser identificada amb el nom del seu cap Iwakura Tomomi, ambaixador extraordinari i plenipotenciari. L'assistien 4 vice-ambaixadors, tres dels quals eren també Ministres al govern japonès: Okubo Toshimichi, Kido Takayoshi, i Itō Hirobumi. L'historiador Kume Kunitake era el responsable de portar un registre detallat de tots els esdeveniments i impressions del viatge. La missió també incloïa un grup d'administradors i estudiosos. En total el grup estava format per 48 persones.
Uns 60 estudiants se sumaren al grup de la missió. Diversos d'ells es van quedar a diferents ciutats de l'estranger per completar la seva educació. Cinc joves dones del grup van optar pels Estats Units d'Amèrica, entre elles Tsuda Umeko, que en aquell moment tenia set anys. Després del seu retorn al Japó el 1900, Tsuda va fundar el famós Col·legi Tsuda.
Kaneko Kentaro es va quedar també als Estats Units, i a la universitat va conèixer Theodore Roosevelt. La relació d'amistat que van forjar portaria Roosevelt a adoptar el paper de mediador al final de la Guerra russojaponesa, i al Tractat de Portsmouth.
Makino Nobuaki, un estudiant que va acompanyar la missió, relata en les seves memòries: Juntament amb l'abolició del sistema han, l'enviament de la Missió Iwakura a Amèrica i Europa han de ser esmentats com els esdeveniments més importants que van construir les bases del nostre estat després de la Restauració.
Nakae Chomin -que va ser membre de la missió- i el Ministre de Justícia van romandre a França per estudiar el sistema legal francès amb el radical republicà Émile Acollas. Posteriorment Chomin va esdevenir periodista, pensador i traductor i va introduir als pensadors francesos com Jean-Jacques Rousseau al Japó.

## Itinerari
La missió partí de Yokohama cap a San Francisco, el 23 de desembre, de 1871. D'allí continuà a Washington DC, després a Gran Bretanya, França, Bèlgica, Països Baixos, Rússia, Prússia, Alemanya, Dinamarca, Suècia, Àustria, Itàlia, i Suïssa. Durant el viatge de tornada, es realitzen visites breus a, Egipte, Aden, Ceilan, Singapur, Saigon, Hong Kong, i Xangai. La missió torna al Japó el 13 de setembre de 1873, gairebé dos anys després d'haver començat.

## Propòsit i resultats
La missió tenia dos propòsits principals:
1. Renegociar els «tractats desiguals» que el Japó havia estat obligat a signar amb Amèrica del Nord, Gran Bretanya i altres països Europeus en les dècades prèvies.
2. Recollir informació sobre educació, tecnologia, cultura, i estructures militars, socials i econòmiques dels països visitats de manera de poder contribuir a la modernització del Japó.

Si bé el primer objectiu no va poder ser aconseguit, i en el seu intent la missió es va perllongar un any més del previst, això va permetre als membres de la missió entendre la importància del segon objectiu. Els intents de negociació de nous tractats que milloressin les condicions per al Japó va fer que els membres de la missió s'excedissin respecte al mandat que tenien, el que va causar certa fricció entre la missió i el govern japonès. El fracàs i la llargària de l'estada, desgastar les relacions polítiques d'Okubo i Kido. D'altra banda, els membres de la missió van quedar impressionats per la modernitat d'Amèrica i Europa, el que els va impulsar al seu retorn a prendre iniciatives per modernitzar Japó.